# Grote struikleeuwerik
De grote struikleeuwerik (Corypha hypermetra) is een zangvogel uit de familie Alaudidae (leeuweriken).

## Verspreiding en leefgebied
Deze soort komt voor in oostelijk Afrika en telt twee ondersoorten:
- C. h. gallarum: Ethiopië.
- C. h. hypermetra: van zuidelijk Somalië tot noordoostelijk Tanzania.

## Status
De grootte van de populatie is niet gekwantificeerd maar de soort wordt omschreven als plaatselijk algemeen. Op de Rode lijst van de IUCN heeft deze soort de status niet bedreigd.